# Reidar Andersen
Reidar Andersen (ur. 20 kwietnia 1911 w Norderhov, zm. 15 grudnia 1991 w Oslo) – norweski skoczek narciarski, brązowy medalista olimpijski oraz trzykrotny srebrny medalista mistrzostw świata.

## Kariera
W 1936 wziął udział w igrzyskach olimpijskich w Garmisch-Partenkirchen, gdzie wywalczył brązowy medal. Po pierwszej serii zajmował piąte miejsce, ale skok na odległość 75,0 metrów w drugiej serii pozwolił mu wyprzedzić Kåre Walberga i Lauriego Valonena, którzy znajdowali się bezpośrednio przed nim. Ostatecznie zajął więc trzecie miejsce, ustępując jedynie Birgerowi Ruudowi oraz drugiemu w konkursie Svenowi Erikssonowi. Był to jedyny start olimpijski Andersena.
Swój pierwszy sukces międzynarodowy osiągnął w 1930, zdobywając srebrny medal na mistrzostwach świata w Oslo, plasując się o 0,6 punktu za swoim rodakiem Gunnarem Andersenem. Rok później, na mistrzostwach w Oberhofie zajął czwarte miejsce, przegrywając walkę o brązowy medal ze Svenem Erikssonem. Podczas mistrzostw świata w Wysokich Tatrach w 1935 ponownie wywalczył srebrny medal, a lepszy okazał się tylko Birger Ruud. W tym samym roku skoczył na Wielkiej Krokwi na odległość 76 m, bijąc o dwa metry rekord Stanisława Marusarza.
Swój ostatni medal na MŚ, także srebrny, wywalczył na mistrzostwach w Chamonix w 1937 (zwyciężył ponownie Birger Ruud). Po skokach treningowych przed mistrzostwami świata w Lahti w 1938 Andersen uważany był za faworyta do złotego medalu, jednak w przeddzień konkursu nadwerężył staw skokowy. Mimo to wystartował, lecz zdołał zająć jedynie piąte miejsce. Zwyciężył Asbjørn Ruud.
Reidar Andersen jako jedyny wygrał 3 razy z rzędu zawody w skokach na Holmenkollen ski festival w latach 1936–1938. W tych samych latach był także mistrzem kraju, a w 1946 zdobył brązowy medal. Słynął z bardzo dobrego stylu swoich skoków, był pierwszym skoczkiem w historii, który otrzymał ocenę „20”. Miało to miejsce w 1938 roku, podczas zawodów na Holmenkollbakken. W 1935 na największej ówcześnie skoczni świata w Planicy Andersen dwukrotnie ustanawiał nowy rekord świata w długości skoku, skacząc najpierw 98,0 m, a następnie 99 metrów. Podczas igrzysk olimpijskich w Sankt Moritz w 1948 był trenerem norweskiej kadry skoczków.
W 1938 otrzymał medal Holmenkollen wraz z innym Norwegiem, kombinatorem norweskim Johanem Henriksenem.

## Igrzyska olimpijskie
| Miejsce | Dzień     | Rok  | Miejscowość            | Konkurs                         | Wynik     | Strata  | Zwycięzca   |
| ------- | --------- | ---- | ---------------------- | ------------------------------- | --------- | ------- | ----------- |
| 3.      | 16 lutego | 1936 | Garmisch-Partenkirchen | Skocznia normalna indywidualnie | 228,9 pkt | 3,1 pkt | Birger Ruud |

## Mistrzostwa świata
| Miejsce | Dzień     | Rok  | Miejscowość   | Konkurs                         | Wynik     | Strata   | Zwycięzca       |
| ------- | --------- | ---- | ------------- | ------------------------------- | --------- | -------- | --------------- |
| 2.      | 27 lutego | 1930 | Oslo          | Skocznia normalna indywidualnie | 223,8 pkt | 0,6 pkt  | Gunnar Andersen |
| 4.      | 13 lutego | 1931 | Oberhof       | Skocznia normalna indywidualnie | 225,0 pkt | 11,0 pkt | Birger Ruud     |
| 2.      | 13 lutego | 1935 | Wysokie Tatry | Skocznia normalna indywidualnie | 228,9 pkt | 2,8 pkt  | Birger Ruud     |
| 2.      | 12 lutego | 1937 | Chamonix      | Skocznia normalna indywidualnie | 231,4 pkt | 2,4 pkt  | Birger Ruud     |
| 5.      | 27 lutego | 1938 | Lahti         | Skocznia normalna indywidualnie | 220,3 pkt | 6,1 pkt  | Asbjørn Ruud    |